# Dekanat czerykowski
Dekanat czerykowski – jeden z ośmiu dekanatów wchodzących w skład eparchii mohylewskiej i mścisławskiej Egzarchatu Białoruskiego Patriarchatu Moskiewskiego.

## Parafie w dekanacie
- Parafia Narodzenia Najświętszej Maryi Panny w Czerykowie
  - Cerkiew Narodzenia Najświętszej Maryi Panny w Czerykowie
- Parafia św. Michała Archanioła w Jeziorach
  - Cerkiew św. Michała Archanioła w Jeziorach
- Parafia Zaśnięcia Najświętszej Maryi Panny w Krasnopolu
  - Cerkiew Zaśnięcia Najświętszej Maryi Panny w Krasnopolu
- Parafia Opieki Matki Bożej w Wieremiejkach
  - Cerkiew Opieki Matki Bożej w Wieremiejkach
- Parafia św. Dymitra Rostowskiego w Wydrzence
  - Cerkiew św. Dymitra Rostowskiego w Wydrzence

## Galeria

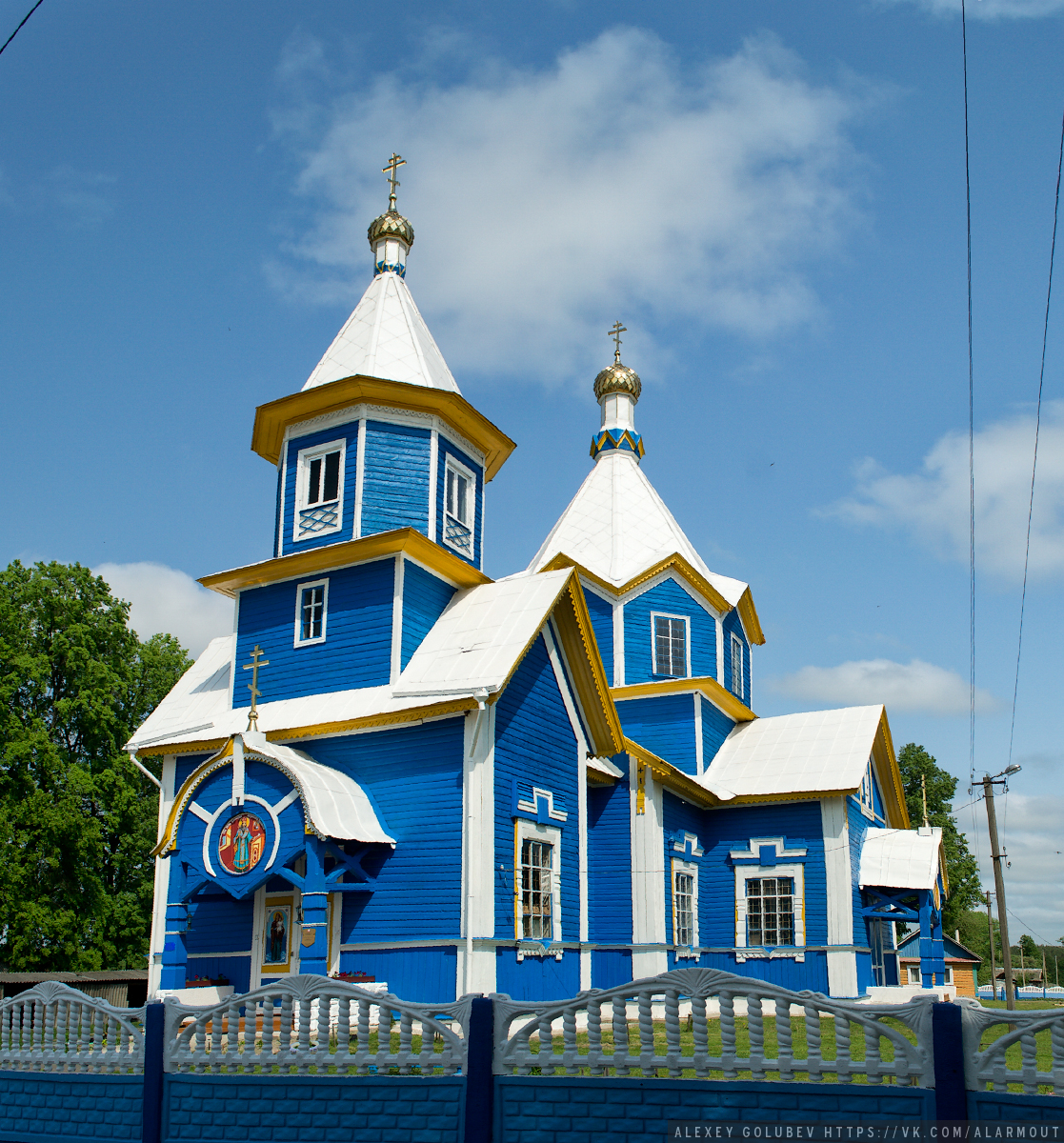
Cerkiew św. Dymitra Rostowskiego w Wydrzence